# (5369) Virgiugum
(5369) Virgiugum es un asteroide perteneciente al cinturón de asteroides, descubierto el 22 de septiembre de 1985 por Paul Wild desde el Observatorio de Berna-Zimmerwald, Berna, Suiza.

## Designación y nombre
Designado provisionalmente como 1985 SE1. Fue nombrado Virgiugum en homenaje al puerto de montaña Jungfraujoch que en latín se dice Virgiugum, en él se encuentra el observatorio ubicado en el lugar más alto de los Alpes suizos, a 3572 m. (5369) = (2040) + (3329), los números de los asteroides denominados con los nombres de los astrónomos Daniel Chalonge y Marcel Golay, quienes con sus equipos hicieron una extensa observación allí, contribuyendo en gran medida a la fama de la Estación de Investigación Alpina Alta, dirigida por una fundación de las academias de ocho países europeos. En sus años de estudiante, el descubridor fue varias veces asistente en el grupo de Chalonge, obteniendo así la introducción más impresionante a la astronomía práctica.

## Características orbitales
Virgiugum está situado a una distancia media del Sol de 2,257 ua, pudiendo alejarse hasta 2,774 ua y acercarse hasta 1,739 ua. Su excentricidad es 0,229 y la inclinación orbital 4,532 grados. Emplea 1238,88 días en completar una órbita alrededor del Sol.

## Características físicas
La magnitud absoluta de Virgiugum es 13,9. Tiene 4,496 km de diámetro y su albedo se estima en 0,317. 